# Ghidfalău
Ghidfalău (węg. Gidófalva) – wieś w Rumunii, w okręgu Covasna, w gminie Ghidfalău. W 2011 roku liczyła 1164 mieszkańców.